# Isabel Schübel-Pfister
Isabel Schübel-Pfister (* 15. Oktober 1974 in Marktredwitz) ist eine deutsche Juristin und seit dem 4. Januar 2021 Bundesrichterin am Bundesverwaltungsgericht in Leipzig.

## Ausbildung
Von 1993 bis 1999 studierte Isabel Schübel-Pfister Rechtswissenschaften an der Universität Bayreuth und der Université Paris 1 Panthéon-Sorbonne. Zwischen 1999 und 2004 war sie wissenschaftliche Mitarbeiterin an der Universität Bayreuth. 2003 schloss sie ihr Studium mit der Dissertation ab. Thema der Dissertation war Sprache und Gemeinschaftsrecht. Die Auslegung der mehrsprachig verbindlichen Rechtstexte durch den Europäischen Gerichtshof bei  Rudolf Streinz und Bundesverfassungsrichter Peter M. Huber.

## Berufliche Tätigkeit
2004 begann Schübel-Pfister ihre juristische Laufbahn als Richterin auf Probe am Bayerischen Verwaltungsgericht Bayreuth. Bald übernahm sie parallel dazu eine Stelle als Lehrbeauftragte an der Universität Bayreuth. Schwerpunkt ihrer wissenschaftlichen Arbeit war das Verwaltungsprozessrecht. Von 2005 bis 2018 veröffentlichte sie regelmäßig Artikel unter dem Titel Aktuelles Verwaltungsprozessrecht in der Zeitschrift Juristische Schulung – bis 2007 noch gemeinsam mit Karen Kaiser.
Von 2008 bis 2012 wurde sie an das Bundesverfassungsgericht in Karlsruhe abgeordnet, zunächst als wissenschaftliche Mitarbeiterin, später als persönliche Referentin des Präsidenten  Andreas Voßkuhle und stellvertretende Pressesprecherin des Gerichts. Nach einer Zwischenstation am Landratsamt Starnberg begann sie im Februar 2016 als Richterin am Bayerischen Verwaltungsgerichtshof in München. Seit März 2017 ist sie zudem Honorarprofessorin und Prüferin im Ersten Juristischen Staatsexamen an der Rechts- und Wirtschaftswissenschaftlichen Fakultät der Universität Bayreuth.
Am 8. Oktober 2020 wurde sie zur Bundesrichterin am Bundesverwaltungsgericht in Leipzig gewählt und am 4. Januar 2021 ernannt.
Das Präsidium des Bundesverwaltungsgerichts wies Schübel-Pfister zunächst dem 9. Revisionssenat zu, der u. a. für das Straßen- und Wegerecht, insbesondere die dem Bundesverwaltungsgericht zugewiesenen erstinstanzlichen Klagen gegen Planfeststellungsbeschlüsse für den Bau von Bundesfernstraßen, für das Recht der Kommunalabgaben und der Flurbereinigung zuständig war. Im Jahr 2025 ist sie Richterin im 2. Revisionssenat (Recht des öffentlichen Dienstes einschließlich des Beamtendisziplinarrechts und des
Dienstrechts der Soldaten sowie des Rechts der Wehrpflichtigen und der Zivildienstpflichtigen, soweit nicht dem 5. R-Senat oder dem 6. R-Senat zugewiesen) und zugleich Vertreterin im Fachsenat nach § 189 VwGO des Bundesverwaltungsgerichts und mit Verwaltungsaufgaben betraut.

## Publikationen (Auswahl)

### Beiträge in Zeitschriften
- La primauté du droit communautaire en Allemagne: Une étude de la jurisprudence de la Cour constitutionnelle fédérale et de la principale doctrine allemande. In: Revue du Marché Commun et de l'Union Européenne. Nr. 412, 1997, ISSN 0035-2616, S. 621–629 (französisch).
- Kommissionsmitteilungen im Lebensmittelrecht. In: Zeitschrift für das gesamte Lebensmittelrecht. Nr. 4, 2004, ISSN 0342-3476, S. 403 ff.
- Enjeux et perspectives du multilinguisme dans l’Union européenne: après l’élargissement, la "babélisation"? In: Revue du Marché Commun et de l'Union Européenne. 2005, ISSN 0035-2616, S. 325 ff. (französisch).
- Die Technik der Aktenbearbeitung am Verwaltungsgericht: Ein Leitfaden für Rechtsreferendare und angehende Verwaltungsrichter. In: Juristische Schulung. Band 45, Nr. 4, 2005, ISSN 0022-6939, S. 330 ff.
- Informelles Verwaltungshandeln der Kommission. In: Europablätter. Band 14, 2005, ISSN 1435-3253, S. 125 ff.
- Aktuelle Rechtsprechung zum besonderen Verwaltungsrecht. In: Juristische Schulung. Nr. 1, 2006, ISSN 0022-6939, S. 44.
- EU-Dienstleistungsrichtlinie und nationales Baurecht. In: Zeitschrift für Deutsches und Internationales Bau- und Vergaberecht. Band 31, Nr. 3, 2008, S. 242–248.
- Wesentliche Neuerungen der BayBO 2008 und ihre Auswirkungen auf die gemeindliche Praxis. In: Ausbildung, Prüfung, Fortbildung. Band 34, 2008, ISSN 0344-3825, S. 59.
- Das Lissabon-Urteil des BVerfG: Ein Leitfaden für Ausbildung und Praxis. In: Juristische Schulung. Band 49, Nr. 8, 2009, ISSN 0022-6939, S. 767 ff.
- Kindertagesbetreuung zwischen (Rechts-)Anspruch und Wirklichkeit. In: Neue Zeitschrift für Verwaltungsrecht. Band 32, Nr. 7, 2013, ISSN 0721-880X, S. 385–391.
- Besprechung von BVerwG, Urt. v. 12.9.2013 - 5 C 35/12: Aufwendungsersatz für selbstbeschafften Krippenplatz - Zugleich eine erste Bilanz zum neuen Rechtsanspruch auf Kindertagesbetreuung. In: Neue juristische Wochenschrift. Band 67, Nr. 17, 2014, ISSN 0341-1915, S. 1216–1218.
- Besprechung von BVerfG, Urt. v. 5.5.2015 - 2 BvL 17/09 u. a.: Koordinatensystem für die Richter- und Beamtenbesoldung. In: Neue juristische Wochenschrift. Band 68, Nr. 27, 2015, ISSN 0341-1915, S. 1920–1922.
- Fortgeschrittenenhausarbeit: Öffentliches Recht, Verwaltungsrecht - Zirkus um den Zirkus. In: Juristische Schulung. Nr. 6, 2017, ISSN 0022-6939, S. 520.
- Anspruch auf Kindertagesbetreuung: ein Erfolgsmodell? In: NJW-aktuell. Nr. 21, 2018, S. 15.
- Verfahrensanforderungen sind kein Selbstzweck : Bundesverwaltungsgericht trifft Grundsatzentscheidung zur Kreisumlage. In: Publicus: Der Online-Spiegel für das Öffentliche Recht. Nr. 11, 2019, ISSN 2568-6283.

### Beiträge in Sammelbänden
- mit Gerhard Dannecker: Strafrechtlicher Schutz gemeinschaftsrechtlicher Embargos. In: Klaus Tiedemann (Hrsg.): Wirtschaftsstrafrecht in der Europäischen Union. Heymann, Köln 2002, ISBN 3-452-24910-7, S. 383–406.
- Diskussionsbeitrag. In: W. Christian Lohse (Hrsg.): Die deutsche Sprache in der Europäischen Union: Rolle und Chancen aus rechts- und sprachwissenschaftlicher Sicht. Nomos, Baden-Baden 2004, ISBN 3-8329-0710-6, S. 171 f.
- Chancen und Risiken einer multilingualen Rechtsgemeinschaft: Resümee. In: Roswitha Fischer (Hrsg.): Herausforderungen der Sprachenvielfalt in der Europäischen Union. Nomos, Baden-Baden 2007, ISBN 978-3-8329-2698-4, S. 165–172.
- Verfassungsrechtliche Grundlagen. In: Klaus Ferdinand Gärditz, Louis Pahlow (Hrsg.): Hochschulerfinderrecht - ein Handbuch für Wissenschaft und Praxis. Springer, Heidelberg 2011, ISBN 978-3-642-05335-1, S. 11–31.
- mit Karen Kaiser: Der ungeschriebene Verfassungsgrundsatz der Europarechtsfreundlichkeit: Trick or Treat? In: Sigrid Emmenegger, Ariane Wiedmann (Hrsg.): Linien der Rechtsprechung des Bundesverfassungsgerichts - erörtert von den wissenschaftlichen Mitarbeitern. Band 2. de Gruyter, Berlin 2011, ISBN 978-3-11-024016-0, S. 545–572.
- Additiv, alimentativ, attraktiv: Das "Triple A" der Besoldung von Professoren und anderen Beamtengruppen im Lichte des Alimentationsprinzips. In: Yvonne Becker, Friederike Lange (Hrsg.): Linien der Rechtsprechung des Bundesverfassungsgerichts - erörtert von den wissenschaftlichen Mitarbeiterinnen und Mitarbeitern. Band 3. de Gruyter, Berlin 2014, ISBN 978-3-11-033463-0, S. 269–294.
- Einzel-Kommentare. In: Karpenstein / Mayer (Hrsg.): Konvention zum Schutz der Menschenrechte und Grundfreiheiten: EMRK. Kommentar. 2. Auflage. C. H. Beck, München 2015, ISBN 978-3-406-65861-7.
- Multilingualität in der supranationalen Judikative und Rechtspraxis. In: Ekkehard Felder, Friedemann Vogel (Hrsg.): Handbuch Sprache im Recht. de Gruyter, Berlin 2017, ISBN 978-3-11-029619-8, S. 506–523.
- Einzel-Kommentare. In: Gärditz (Hrsg.): Verwaltungsgerichtsordnung: VwGO Kommentar. 2. Auflage. Carl Heymanns, Köln 2018, ISBN 978-3-452-28267-5.
- Der Blick der Verwaltungsgerichtsbarkeit auf die Verwaltung: ein Werkstattbericht. In: Rüdiger Rubel, Jan Ziekow (Hrsg.): Die Verwaltung und ihr Recht. Schriften der Deutschen Sektion des Internationalen Instituts für Verwaltungswissenschaften. Band 43. Nomos, Baden-Baden 2019, ISBN 978-3-8487-6341-2, S. 57–66.
- Einzel-Kommentare. In: Eyermann (Hrsg.): Verwaltungsgerichtsordnung: VwGO. Kommentar. 15. Auflage. C. H. Beck, München 2019, ISBN 978-3-406-72812-9.
- Einzel-Kommentare. In: Mann / Sennekamp / Uechtritz (Hrsg.): Verwaltungsverfahrensgesetz. Großkommentar. 2. Auflage. Nomos, Baden-Baden 2019, ISBN 978-3-8487-4822-8.

### Dissertation
- Sprache und Gemeinschaftsrecht: Die Auslegung der mehrsprachig verbindlichen Rechtstexte durch den Europäischen Gerichtshof. Dissertation 2003, Universität Bayreuth, Rechts- und Wirtschaftswissenschaftliche Fakultät. In: Schriften zum europäischen Recht. Band 103. Duncker & Humblot, Berlin 2004, ISBN 3-428-11333-0.